# جیسون مور (ویرایشگر ویکی‌پدیا)
جیسون مور (به انگلیسی:Jason Moore؛ متولد ۱۹۸۴ یا ۱۹۸۵ میلادی) یک ویرایشگر ویکی‌پدیای آمریکایی و از میان ۵۰ مشارکت‌کننده فعال ویکی‌پدیای انگلیسی تا تاریخ ۱۰ دسامبر ۲۰۲۲ میلادی از نظر تعداد آمار ویرایشی است. او از سال ۲۰۰۷ میلادی با نام کاربری «اناتر بِلیور» در ویکی‌پدیا ویرایش می‌کند. ویرایش‌های او به‌طور خاص و تخصصی در رویدادهای جاری، با پوشش‌هایی از جمله همه‌گیری کووید-۱۹، اعتراضات به قتل جورج فلوید، و فرهنگ پورتلند، اورگن، شهری که او در آن مستقر است شناخته می‌شود. مور از سازندگان و توسعه دهندگان ویکی‌پروژه‌های ویکی‌پدیا، که برای کار مشترک روی موضوعات خاص هر ویکی‌پروژه توسعه داده شده‌اند بوده‌است. مور همچنین به عنوان یک سازمان‌دهنده در جنبش ویکی‌مدیا، میزبان جلسات و ادیت‌اتان‌هایی برای آموزش ویراستاران جدید شناخته می‌شود.

## نقش او در ویکی‌پدیا
مور از نظر تعداد ویرایش در ویکی‌پدیای انگلیسی یکی از فعال‌ترین ویرایشگران ویکی‌پدیا بوده‌است. او تا دسامبر سال ۲۰۲۲ میلادی در سراسر نیم میلیون ویرایش خود با نام کاربری «اناتر بِلیور» هزاران صفحه، از جمله مقالاتی در مورد رویدادهای جاری، بلایای طبیعی و حملات تروریستی ایجاد کرده‌است. برخی از این مقالات عبارتند از مقالات انگلیسی صفحات یورش ۲۰۲۱ به کاخ کنگره ایالات متحده، تیراندازی بوفالو در سال ۲۰۲۲ میلادی و تیراندازی در لاگونا وودز در سال ۲۰۲۲ میلادی. در ویکی‌پدیای انگلیسی، مور گروه‌های کاری برای هماهنگی کاربران («ویکی‌پروژه») را که به بهبود پوشش ویکی‌پدیا از رویدادهای جاری جهان مانند همه‌گیری کووید-۱۹ اختصاص داشته را ایجاد کرده‌است. این کاربر در دوران گسترش فزاینده دنیاگیری کووید -۱۹، چندین مقاله با موضوع شیوع این بیماری در ایالتها، بخشهای تجاری و گروههای اجتماعی در آمریکا ایجاد کرد. او یکی از مشارکت‌کنندگان اصلی در مقالات اعتراضات پس از قتل جورج فلوید بود. با شروع ورود به حمله به کنگره ایالات متحده در سال ۲۰۲۱ میلادی، او و سایر ویرایشگران ویکی‌پدیا مقادیر زیادی از محتوای جدید مقاله مربوط به این رویداد را در زمان رخدادش مدیریت کردند.

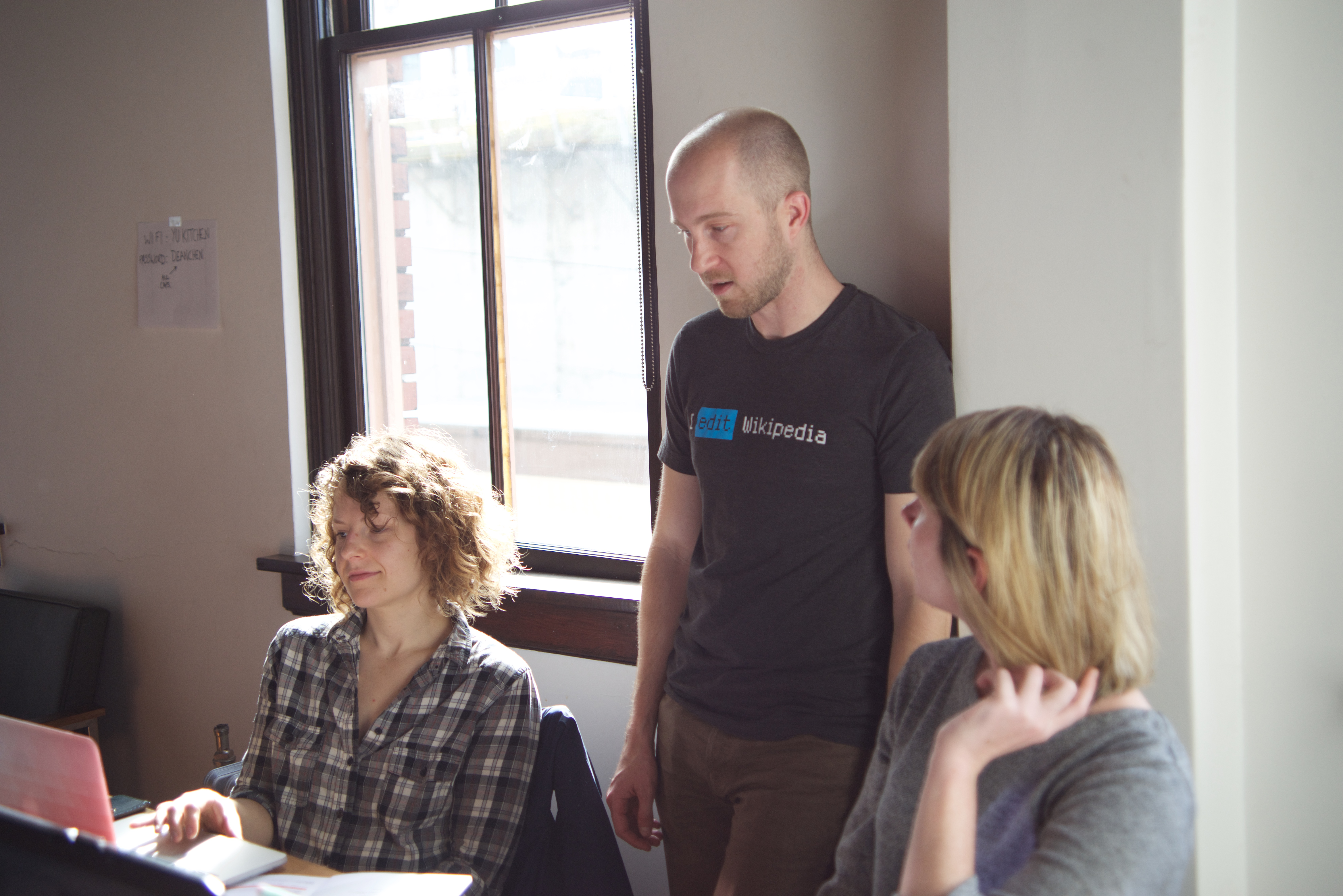
مور در ادیت‌اتان «Art+Feminism» در پورتلند، اورگن. ۲۰۱۶ میلادی

او همچنین در مورد موضوعات و مقالاتی مربوط به پورتلند، اورگن، مانند حلقه‌های اسب در اورگن، گل‌های رز پورتلند، ساختمان خشک‌شویی اتحادیه ییل، و موسیقی برای زمان جنگ اثر ارکستر سمفونی اورگن در سال ۲۰۱۱ میلادی در ویکی‌پدیای انگلیسی مقالاتی نوشته‌است. اولین مقاله برگزیده او در مورد آلبومی منتشر شده در سال ۲۰۰۷ میلادی با نام «Rufus Does Judy at Carnegie Hall» بود. او انگیزه خود را برای مشارکت در ویکی‌پدیا را با جملات «لذت سریع و فوری از بهتر کردن اینترنت به آسانی» و رضایت از «به اشتراک گذاری اطلاعات با جهان» توصیف کرده‌است. سی ان ان بیزینس مور را به عنوان یک «اینفلوئنسر ویکی‌پدیایی» توصیف می‌کند.
مور علاوه بر نقش ویرایشی خود در جنبش ویکی‌مدیا، با همکاری در سازماندهی جلسات محلی و آموزش ویرایشگران جدید و نوپا در این جنبش مشارکت داشته‌است. ادیت‌اتان ۲۰۱۳ میلادی او در موزه هنر پورتلند از مردم و مشارکت کنندگان این ادیت‌اتان دعوت کرد تا از منابع سازمانی برای بهبود پوشش هنرمندان محلی، سازمان‌های هنری و هنر عمومی در ویکی‌پدیا استفاده کنند. او به میزبانی رویدادهای منطقه‌ای و محلی پورتلند، به ویژه برای بهبود پوشش ویکی‌پدیا از هنرهای محلی پورتلند و هنرمندان زن ادامه داده‌است. مور همچنین به سازماندهی یک سازمان وابسته به دگرباشان جنسی وابسته به بنیاد ویکی‌مدیا و کمپین «ویکی لاوز پراید»، کمپینی برای بهبود محتوای مرتبط با دگرباشان جنسی در ویکی‌پدیا و سایر پروژه‌های جنبش ویکی‌مدیا برای بهبود فرهنگ ال‌جی‌بی‌تی و پوشش‌های مرتبط با تاریخ در ویکی‌پدیا کمک کرده‌است. ویکی لاوز پراید کمپینی برای بهبود محتوای مرتبط با دگرباشان جنسی در ویکی‌پدیا و سایر پروژه‌های جنبش ویکی‌مدیا است.

## زندگی شخصی و شغلی
مور در ۱۹۸۴ یا ۱۹۸۵ به دنیا آمد. او در هیوستون بزرگ شد و در دوران دانش‌آموزی به گزارش‌های تدرسی در مورد کتاب و پروژه‌های علمی علاقه‌مند شد. او از سال ۲۰۲۲ میلادی به عنوان یک استراتژیست دیجیتال در پورتلند، و قبل از آن در بخش جمع‌آوری کمک‌های مالی ارکستر سمفونی اورگن کار می‌کرد.